# Brahmaea tancrei
Brahmaea tancrei är en fjärilsart som beskrevs av Jules Leon Austaut 1896. Brahmaea tancrei ingår i släktet Brahmaea och familjen Brahmaeidae. Inga underarter finns listade i Catalogue of Life.